# Torrecilla de la Jara
Torrecilla de la Jara és un municipi de la província de Toledo, a la comunitat autònoma de Castella la Manxa.

## Demografia
| 1996 | 1998 | 1999 | 2000 | 2001 | 2002 | 2003 | 2004 | 2005 | 2006 |
| ---- | ---- | ---- | ---- | ---- | ---- | ---- | ---- | ---- | ---- |
| 313  | 286  | 299  | 292  | 301  | 299  | 370  | 334  | 311  | 303  |